# Lamond Murray
Lamond Murray (Pasadena, 20 de abril de 1973) é um ex-jogador norte-americano de basquete profissional que atuou na  National Basketball Association (NBA). Foi o número 7 do Draft de 1994.